# Angela Wang
Angela Wang (Salt Lake City, Estados Unidos; 30 de julio de 1996) es una patinadora artística sobre hielo estadounidense que ganó la medalla de bronce del Trofeo de Lombardía de 2014.

## Carrera
Nació en Salt Lake City, estado de Utah, en Estados Unidos. Sus padres son originarios de China. Wang se graduó en ciencias deportivas en la Universidad de Colorado.
Comenzó a patinar en 2002 influenciada por los Juegos Olímpicos de invierno celebrados en su ciudad. Tuvo su debut en el Grand Prix Júnior de la temporada 2010-2011. Se mudó a Colorado Springs en el verano de 2011 para unirse con los entrenadores Christy Krall y Damon Allen. Ganó la medalla de bronce en la prueba del Grand Prix Júnior 2012-2013 en Lake Placid y el oro en la prueba de Croacia, calificó a la final donde obtuvo la cuarta posición. En la siguiente temporada ganó la medalla de plata en la prueba del Grand Prix Júnior en Gdánsk, Polonia y quedó en quinto lugar en la prueba de la República Checa. Tuvo su debut internacional en nivel sénior en la Challenger Series de la ISU, ganó el bronce en el Trofeo de Lombardia y plata en el Autumn Classic. Se ubicó en el lugar 15 en el Campeonato de Estados Unidos de 2015 y subió al número 10 en el Campeonato de Estados Unidos de 2016. Wang abandonó la prueba del Skate America de 2016 debido a una lesión en el tobillo derecho. Finalizó en séptimo lugar en el Campeonato de Estados Unidos de 2017. En el Campeonato de Estados Unidos de 2018 se ubicó en el séptimo lugar nuevamente y fue elegida como candidata para el equipo de su país en los Juegos Olímpicos de invierno de 2018.

## Programas
|           | Programa corto                             | Programa libre                                    | Exhibición            |
| --------- | ------------------------------------------ | ------------------------------------------------- | --------------------- |
| 2018-2019 | TBA                                        | TBA                                               |                       |
| 2017-2018 | Over the Rainbow de Katharine McPhee       | Circles de Greta Svabo Bech                       |                       |
| 2016–2017 | Over the Rainbow de Katharine McPhee       | The Notebook de Aaron Zigman                      |                       |
| 2015–2016 | Paint it Black de Angèle Dubeau & La Pietà | En Aranjuez con tu amor de Sarah Brightman        |                       |
| 2014–2015 | Paint it Black de Angèle Dubeau & La Pietà | Papa, Can You Hear Me? de Itzak Pearlman          | Canción de Juan Perez |
| 2013–2014 | A Beautiful Storm de Jennifer Thomas       | Nights in the Gardens of Spain de Manuel de Falla |                       |
| 2012–2013 | Crouching Tiger, Hidden Dragon de Tan Dun  | Ladies in Lavender de Nigel Hess                  |                       |
| 2011–2012 | A League of Their Own de Hans Zimmer       | Crouching Tiger, Hidden Dragon de Tan Dun         |                       |
| 2010–2011 | Mulan de Jerry Goldsmith                   | How to Train Your Dragon OST de John Powell       |                       |
| 2009–2010 | Yellow River Concerto de Lang Lang         | Turandot de Giacomo Puccini                       |                       |
| 2008–2009 | Nessun dorma de Giacomo Puccini            | New World Concerto de Antonín Dvořák              |                       |